# Independence Party of America
Independence Party of America är ett politiskt parti i USA som grundades 23 september 2007 av aktivister från Independence Party of New York. Frank MacKay valdes till partiledare. Pennsylvania Reform Party, Virginia Independent Green Party och Independence Party of Minnesota har alla beslutat att gå med i det nya partiet. Det sistnämnda har sedermera brutit med partiet.